# Dexippus topali
Dexippus topali är en spindelart som beskrevs av Prószynski 1992. Dexippus topali ingår i släktet Dexippus och familjen hoppspindlar. Inga underarter finns listade i Catalogue of Life.